# Église Saint-Antoine de Valtournenche
L'église Saint-Antoine de Valtournenche se situe sur la place Guides alpins du Cervin à Pâquier (chef-lieu). Elle représente le siège de la paroisse de Valtournenche, dans la Vallée d'Aoste en Italie.

## Histoire
La construction de l'église remonte à 1420, lorsqu'elle remplace une chapelle bâtie en 1412. Le clocher est érigé entre 1760 et 1763 selon la volonté du prêtre Jean-Jacques Perruquet. De profonds travaux de rénovation sont exécutés au XIXe siècle, et l'église acquiert son aspect actuel en 1854.
Des plaques dédiées à la mémoire des plus célèbres guides alpins valtournains, parmi lesquels Jean-Antoine Carrel, Jean-Joseph Maquignaz et Amé Gorret, ont été posées sur la place du parvis.

## Galerie d'images

Vues.
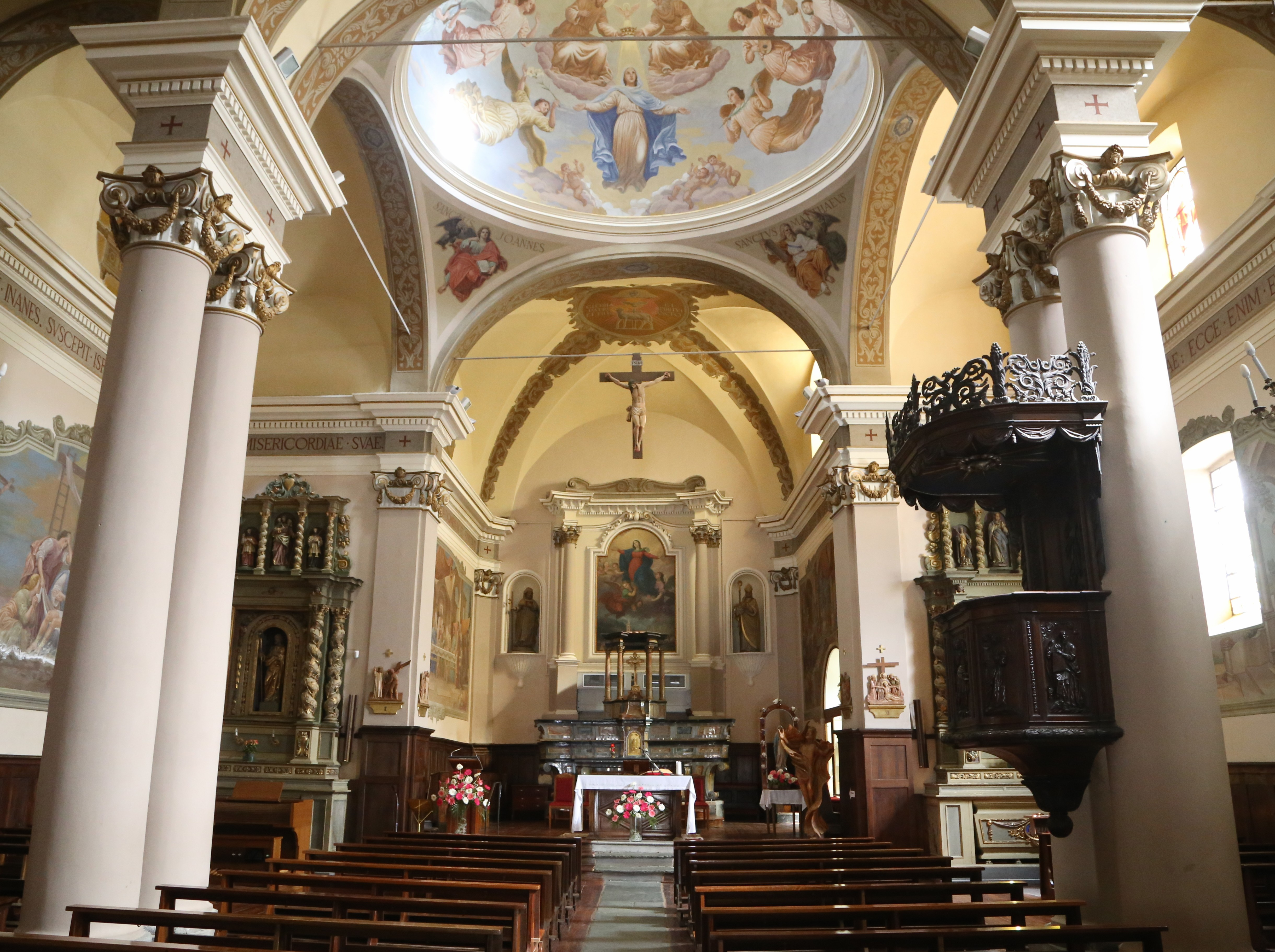
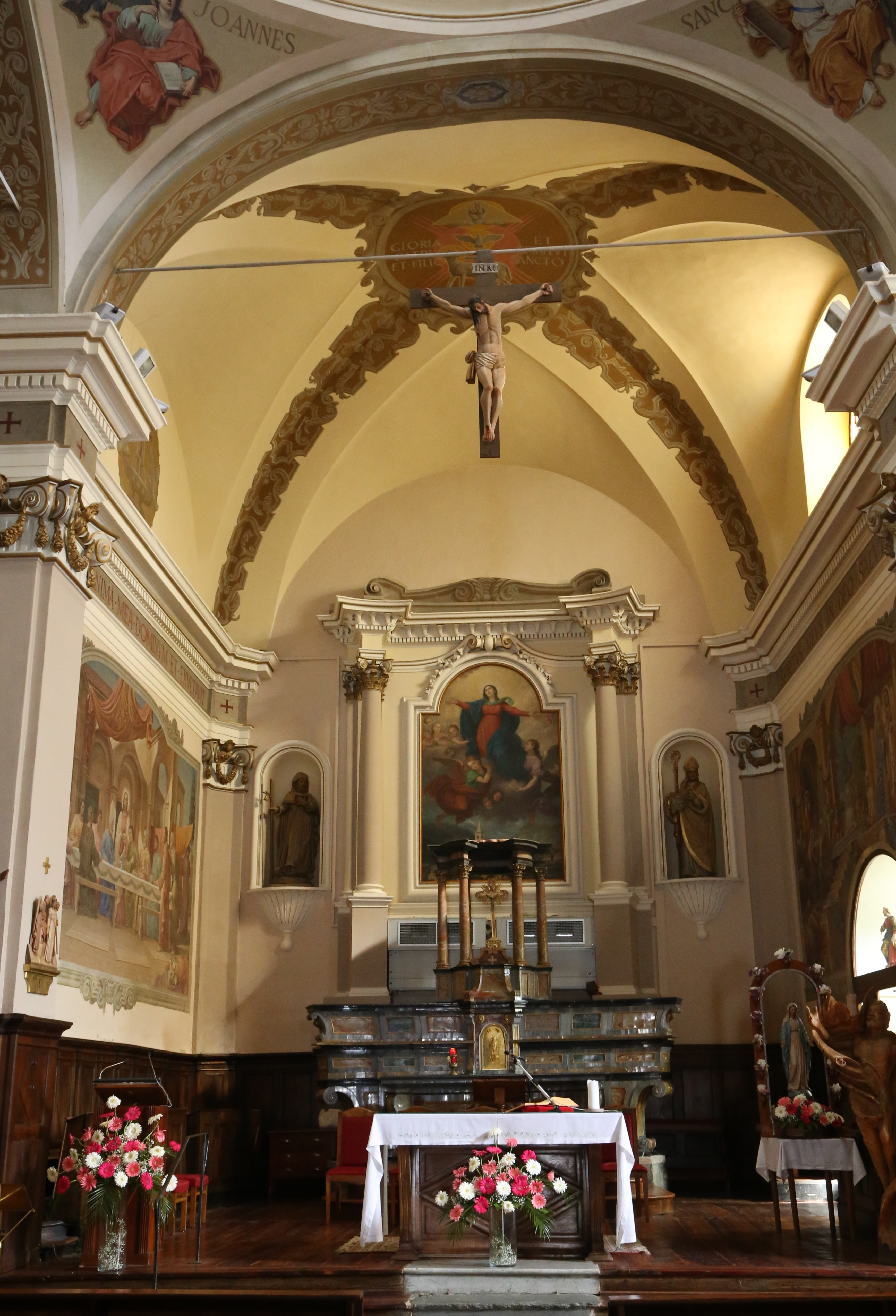
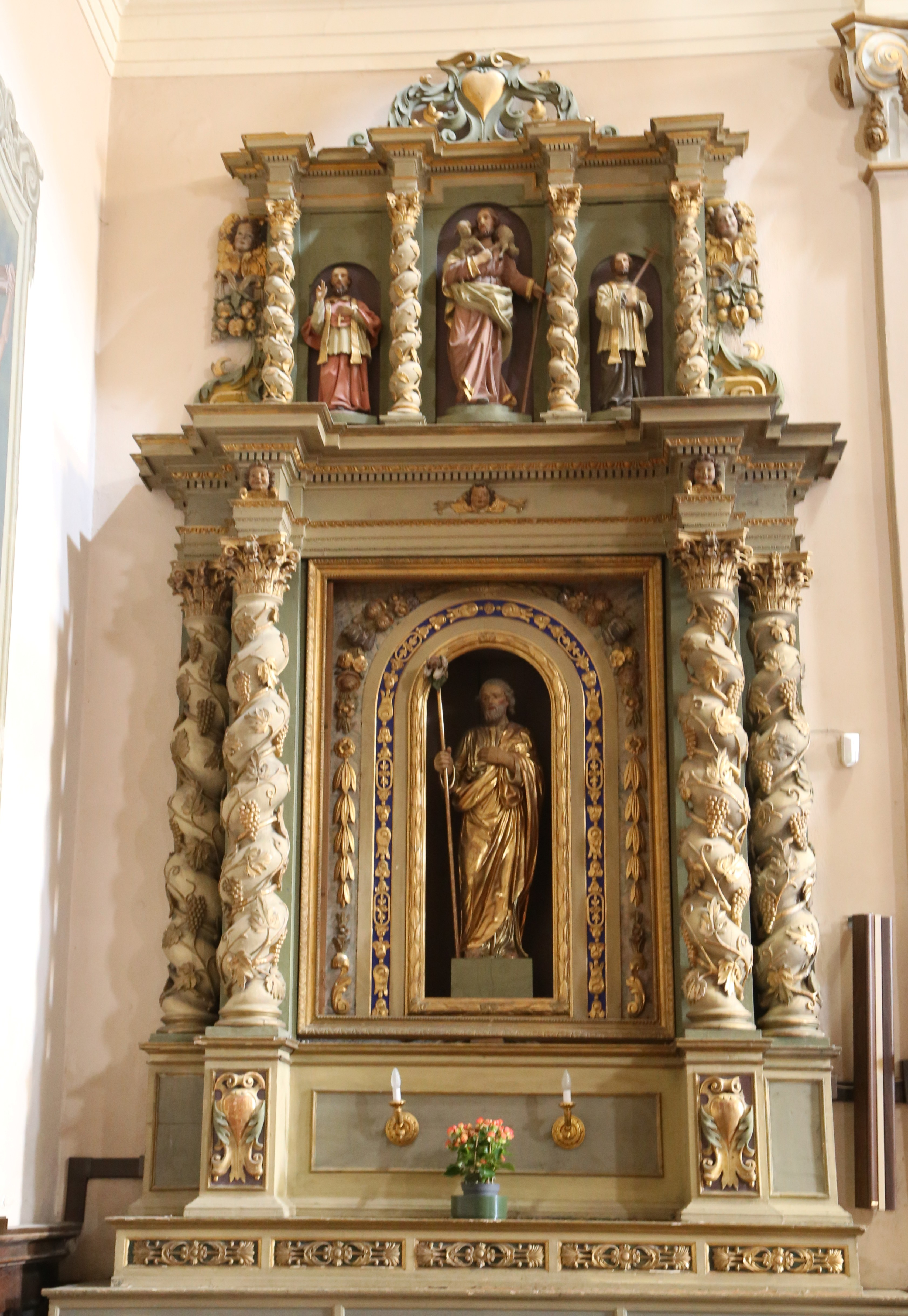